# اس‌اس النگوان
اس‌اس النگوان (به انگلیسی: SS Ellengowan) یک کشتی بود که طول آن ۷۹ فوت (۲۴٫۰۸ متر) بود. این کشتی در سال ۱۸۶۶ ساخته شد.